# Samia Akariou
Samia Akariou, née le 28 mai 1972  à Chefchaouen au Maroc, est une actrice, et metteur en scène marocaine.
Elle s'est notamment illustrée dans la pièce de théâtre Bnat Lalla Mennana en 2005, adaptation marocaine de La Maison de Bernarda Alba de Federico García Lorca, ainsi que dans la série télévisée éponyme qu'elle a adapté et dans laquelle elle interprète l'un des principaux rôles,. Elle s'est également illustrée dans la série Houssein et Safia et le film marocain Lalla Hobby de Mohamed Abderrahman Tazi.
Samia a écrit le scénario de plusieurs séries marocaines populaires, notamment Yacout et Anbar. Elle a eu également une expérience en tant que réalisatrice dans le téléfilm L'Avare (El-Atti Allah).
En 2018, Samia Akariou a été parmi le jury du télé-crochet The Artist, un programme qui met en avant les talents marocains principalement dans le domaine artistique.

## Biographie
Samia Akariou est née en 1972 dans la ville de Chefchaouen, au Maroc. Elle a étudié et est diplômée de l'Institut supérieur des arts dramatiques et d'animation culturelle (ISADAC).
Elle commence sa carrière au théâtre en présentant plusieurs pièces, puis au cinéma dans le film Lalla Hobby de Mohamed Abderrahman Tazi qui l'a fait véritablement connaître du public. Elle tourne également dans les films Ruses de femmes de Farida Belyazid, Les Amis d'hier de Hassan Benjelloun, ainsi que Ali, Rabiaa et les Autres... de Ahmed Boulane.
Elle est la cofondatrice de la troupe de théâtre Takoon (talon aiguille) qui est composée des six actrices de la pièce de théâtre et série télévisée Bnat Lalla Mennana.
Samia Akariou est mariée, et mère de deux enfants Mohamed-Amine et Ghalil.

## Filmographie

### Cinéma
- 1997 : Lalla Hobby
- 1998 : Les jardins d'eden (film italien) -rôle secondaire
- 1998 : Les Amis d'hier
- 1999 : Ruses de femmes
- 2000 : Ali, Rabiaa et les Autres...
- 2000 : Le Harem de Madame Osmane (film franco-espagnol)
- 2001 : L'Homme qui brodait des secrets
- 2001 : Le Café de la plage (film français)
- 2001 : Au delà de Gibraltar (film belge)
- 2007 : Casablanca ya Casablanca

### Télévision

#### Téléfilms
- 2000 : La bonne foi gagne toujours (Nya Tghleb)
- 2001 : Sourde-muette (El-Bekma)
- 2005 : Les Ennuis de Houssein (Mhayen Lhoussayn)
- 2007 : Le père d'Amal (Abou Amal) -Rôle secondaire
- 2020 : Maison commune (Eddar El-machrouka) -Guest Star

#### Séries télévisées
- 2002 : Les Derniers Chevaliers : série syrienne
- 2002 : Lalla Fatema : Guest star
- 2004 : Maria Nessar
- 2004 : Toi et Moi (Ana w yak) : capsule
- 2005 : Toi et Moi 2 (Ana w yak) : capsule
- 2007 : Romana et Bertal
- 2007 : R'himou : Guest star
- 2011 : Hussein et Safia
- 2012 : Les filles de Lalla Mennana (Bnat Lalla Mennana)
- 2013 : Les filles de Lalla Mennana 2 (Bnat Lalla Mennana)
- 2015 : Losers (Al khawasser) : capsule
- 2015 : Nejma et Qamar : capsule
- 2016 : Le Secret du corail (Sir Almorjan)
- 2017 : Le Secret du corail 2 (Sir Almorjan)
- 2018 : Le Coin (Edderb) : sitcom
- 2022 : Bghit hyatek (Je voudrais ta vie)

## Discographie
- Nti we enta (2013) avec Sy Mehdi

## Émissions de télévision
- 2002 : Délice (Ch'hiwa) sur 2M TV
- 2009 : Familles et Solutions (Osar wa Holoul) sur Al Aoula